# Bistum Soacha
Das Bistum Soacha (lat.: Dioecesis Soachaensis, span.: Diócesis de Soacha) ist eine in Kolumbien gelegene römisch-katholische Diözese mit Sitz in Soacha.

## Geschichte
Das Bistum Soacha wurde am 6. August 2003 durch Papst Johannes Paul II. mit der Apostolischen Konstitution Frequenter fieri aus Gebietsabtretungen des Erzbistums Bogotá errichtet und diesem als Suffraganbistum unterstellt. Erster Bischof wurde Daniel Caro Borda.

## Bischöfe
- Daniel Caro Borda, 2003–2016
- José Daniel Falla Robles, 2016–2021
- Juan Carlos Barreto Barreto, seit 2022

Wappen des Bistums Soacha